# William Moir Calder
Pour les articles homonymes, voir Calder.
Sir William Moir Calder, FBA (2 juillet 1881 - 17 août 1960) est un archéologue, épigraphiste et universitaire écossais. Il est professeur Hulme de grec à l'université de Manchester de 1913 à 1930 et professeur de grec à l'université d'Édimbourg de 1930 à 1951.

## Éducation
Calder naît le 2 juillet 1881 à Edinkillie dans le Moray. Il fréquente l'université d'Aberdeen, obtenant en 1903 un baccalauréat ès arts (BA) en études classiques et la bourse Ferguson pour les classiques. Il poursuit ses études au Brasenose College d'Oxford. En 1904, il remporte le prix Gaisford et l'année suivante reçoit la bourse Craven et il obtient en 1907 un baccalauréat ès arts en Literae Humaniores.

## Carrière
Calder obtient la bourse Craven pour 1907–08. Pendant quatre ans, de 1908 à 1912, il est ensuite étudiant de recherche Hulme au Brasenose College d'Oxford et voyage à Paris, Berlin, Rome, en Grèce et en Turquie. Il explore largement la Lycaonie, la Phrygie et la Galatie où il rassemble une gamme de matériaux pour des études futures, travaillant avec les archéologues Sir William Mitchell Ramsay et Gertrude Bell, et développe un intérêt pour la langue phrygienne et la diffusion précoce du christianisme dans ces régions.
En 1913, il est nommé professeur Hulme de grec à l'université de Manchester, et sert dans l'Amirauté pendant la Première Guerre mondiale. La guerre gréco-turque de 1919 à 1922 empêche Calder de retourner en Asie Mineure jusqu'à la cessation du conflit.
Le retour de Calder en Asie Mineure coïncide avec la retraite de Ramsay, et il devient un archéologue de premier plan dans la région en collaboration avec William Hepburn Buckler et l'American Society for Archaeological Research in Asia Minor. En 1923, il coédite avec Buckler Anatolian Studies Presented to Sir William Mitchell Ramsay et en 1924-1925, ils effectuent des fouilles archéologiques en Asie Mineure qui aboutissent à la publication de Monumenta Asiæ Minoris Antiqua. Calder est responsable des premier, quatrième, sixième et septième volumes parus entre 1928 et 1956. L'utilisation de photographies dans le travail à côté de chaque inscription enregistrée est innovante et, alors que Buckler est principalement responsable de l'organisation et du déchiffrement de ces inscriptions, Calder effectue la plupart des travaux de terrain et écrit des commentaires approfondis dans diverses revues universitaires parallèlement à la publication de Monumenta Asiae Minoris Antiqua. Entre-temps, Calder est nommé professeur de grec à l'université d'Édimbourg en 1930 et ce n'est qu'après sa retraite en 1951 qu'il peut terminer le Monumenta Asiae Minoris Antiqua et retourner en Turquie pour deux autres voyages.
Calder est président de la Society of Antiquaries of Scotland de 1950 à 1955, et de la Classical Association en 1951. Il est rédacteur en chef de la Classical Review de 1923 à 1935. Il est fait chevalier en 1955, élu membre de la British Academy en 1931 et élu membre honoraire du Brasenose College en 1956. Il meurt à Elgin en Écosse le 17 août 1960.